# Justizvollzugsanstalt Wuppertal-Ronsdorf
Die Justizvollzugsanstalt Wuppertal-Ronsdorf, kurz auch JVA Ronsdorf oder  Jugendjustizvollzugsanstalt Wuppertal genannt, ist eine mit Wirkung vom 1. Dezember 2010 eingerichtete Justizvollzugsanstalt in der bergischen Großstadt Wuppertal in Nordrhein-Westfalen (NRW).

## Lage und Beschreibung

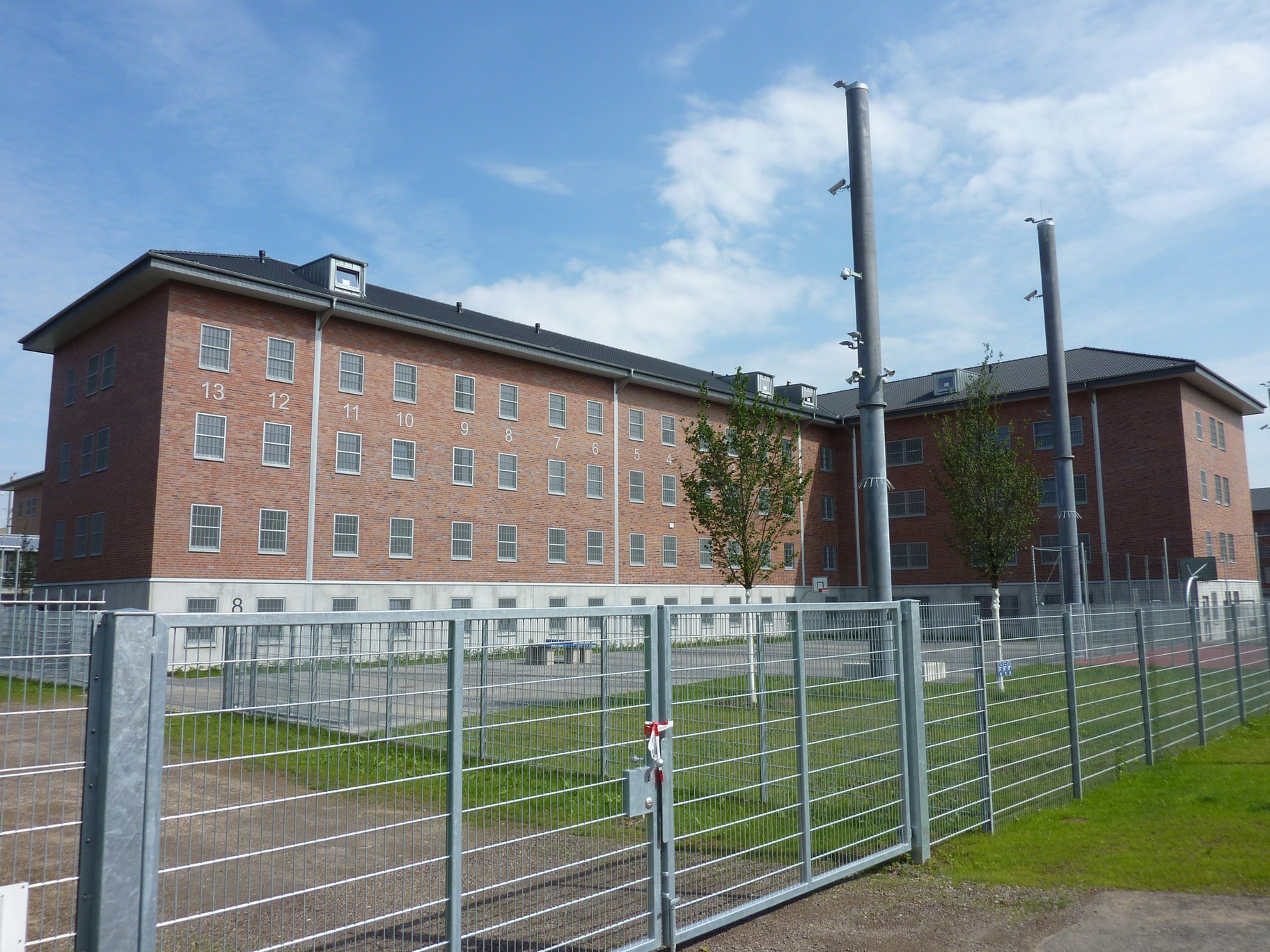
Zellenblock der JVA

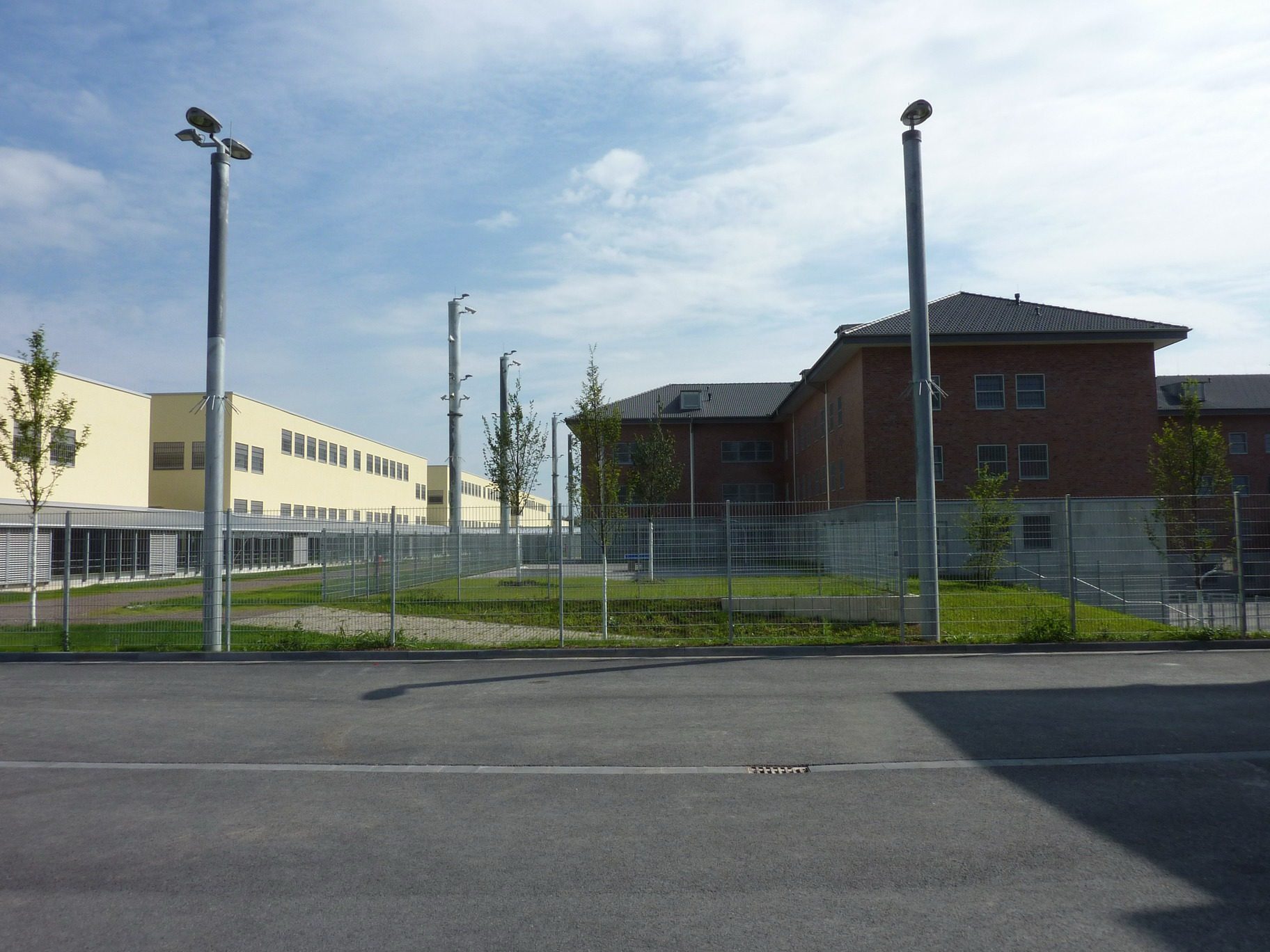
Innenbereich

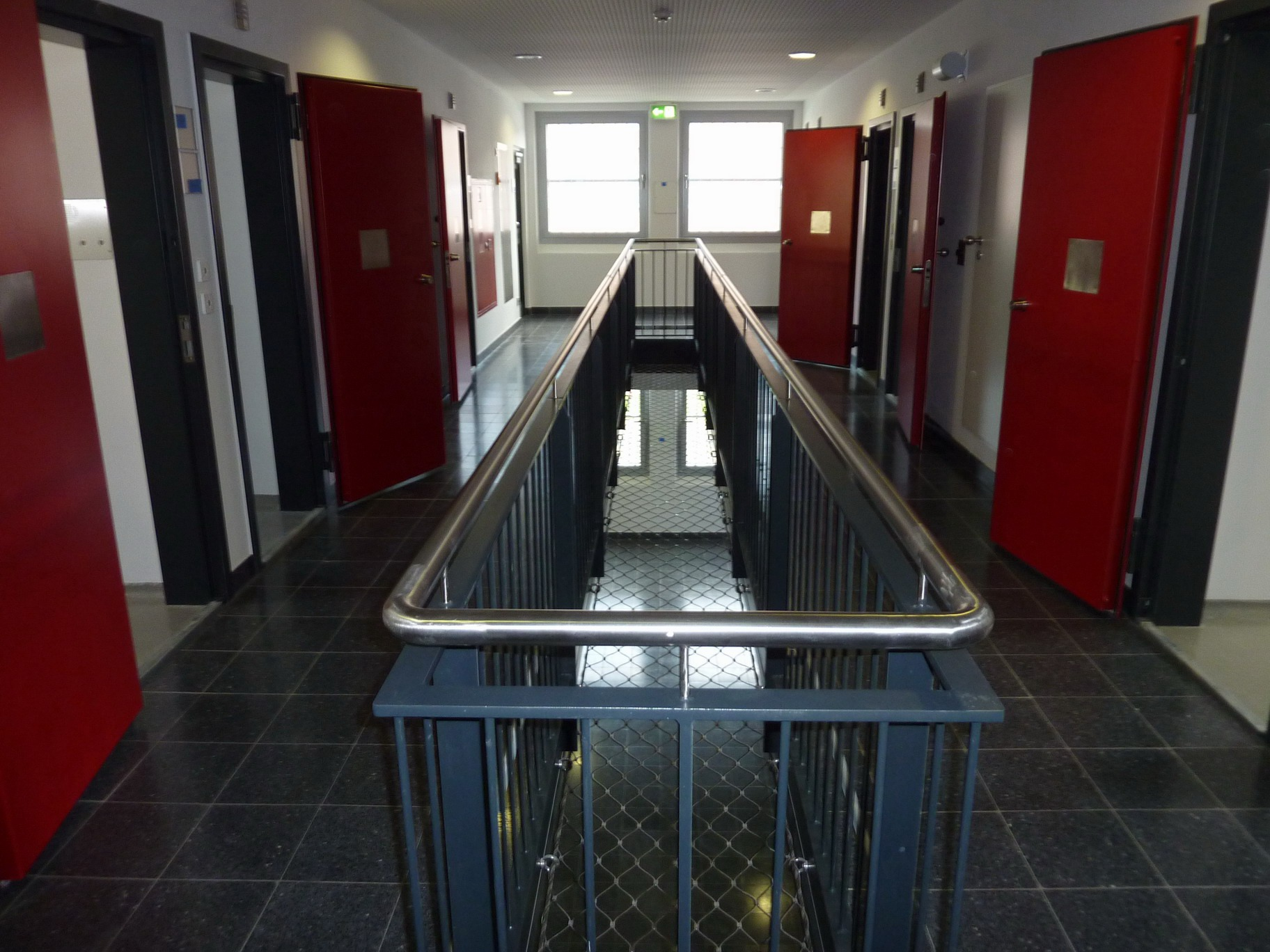
Zellentrakt

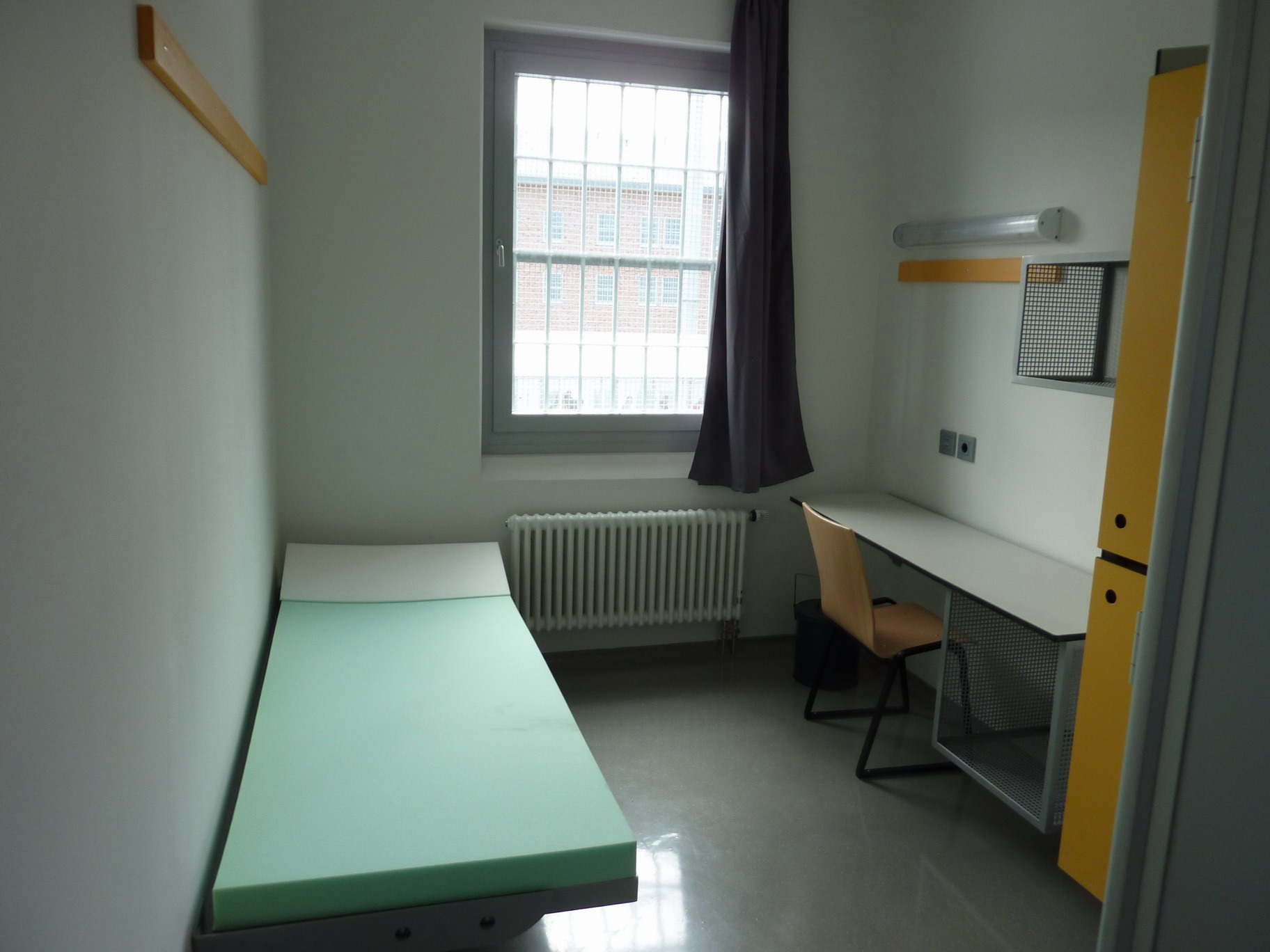
Einzelhaftraum

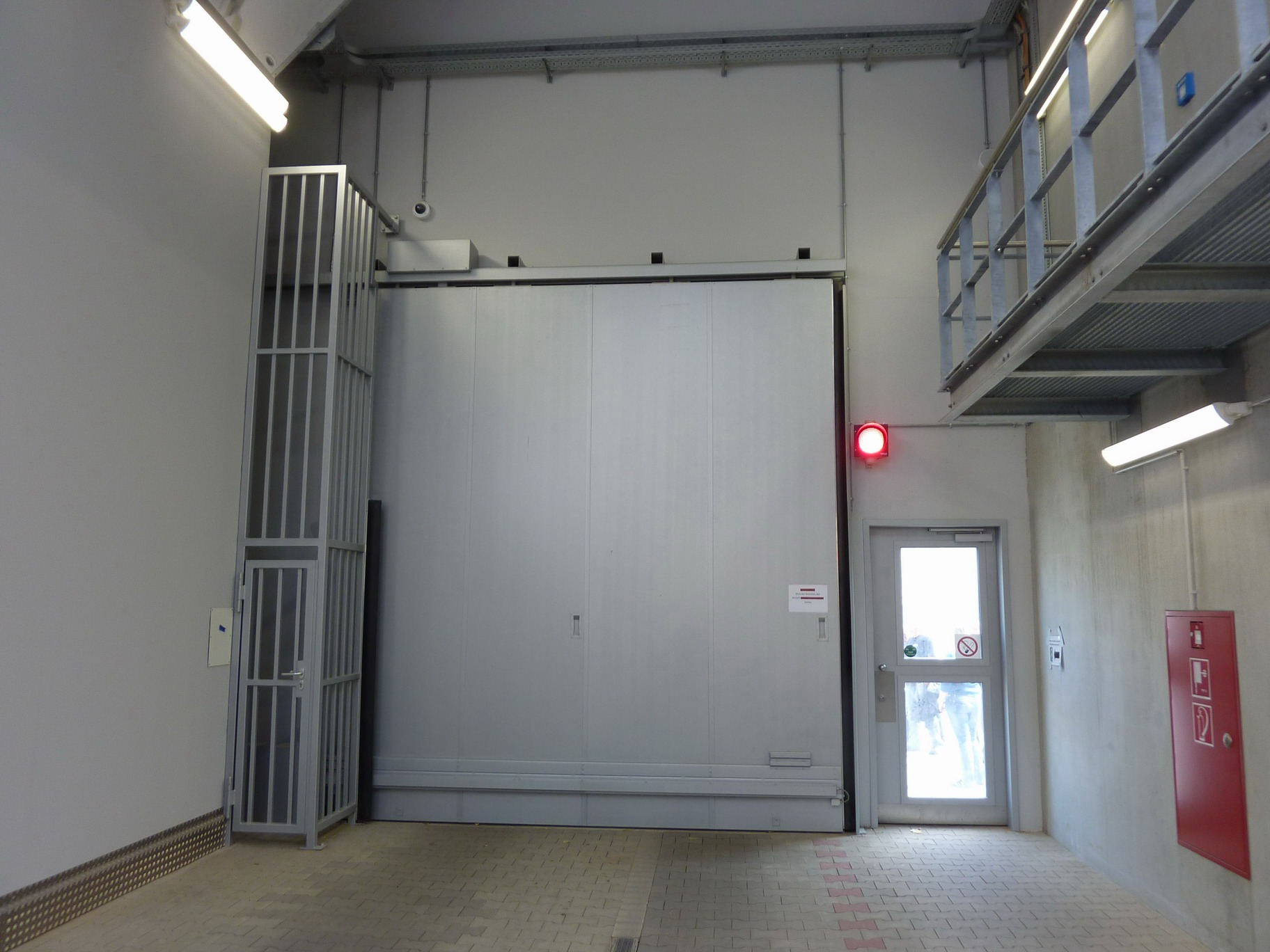
Zugangsschleuse von innen

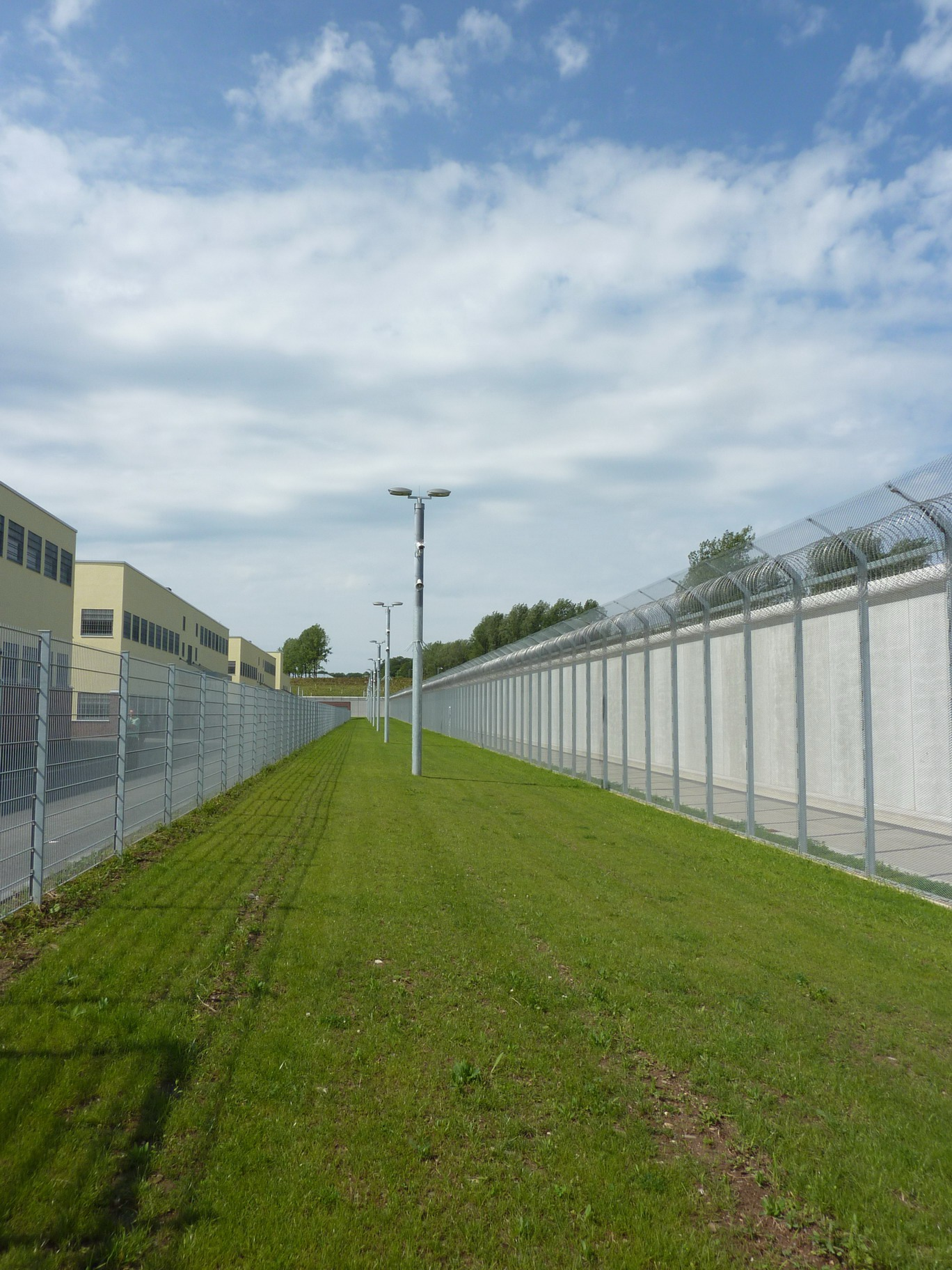
Sicherheitsstreifen

Die JVA wurde im Norden des Ortsteils und Stadtbezirks Ronsdorf, im Wohnquartier Erbschlö-Linde in unmittelbarer Nähe der Hofschaft Erbschlö erbaut, die Titularort der gleichnamigen mittelalterlichen und frühneuzeitlichen Honschaft war. Die Adresse lautet: Am Schmalenhof 6, 42369 Wuppertal. Sie ist ein Bestandteil eines Areals im Eigentum des Landes NRW, welches bis zur Schließung des Bundeswehrstandortes Wuppertal 2004 zu den Liegenschaften der Wuppertaler Kasernen zählten und die Standortverwaltung, einen Sportplatz, die örtliche Standortmunitionsniederlage und einen schon Mitte des 20. Jahrhunderts aufgelassenen Langwaffenschießstand umfassten. Die JVA überbaute dabei den südlichen Teil der Standortmunitionsniederlage und den Langwaffenschießstand, auf dessen Gelände sich das Feuchtbiotop Weidfeld befand.
Auf dem insgesamt etwa 30 ha großen Gelände befinden sich neben der Justizvollzugsanstalt auch die Neubauten der Unterkünfte der Bereitschaftspolizei, der Landesfinanzschule und der Justizvollzugsschule. Bei der Erschließung des Areals wurden für die Entlastung der Ortslage Erbschlö neue Zufahrtsstraßen gebaut.
Die Parkstraße (Landesstraße 419) und die Ortslage Erbschlö bilden den südlichen/südöstlichen Rand der Bebauung; der bewaldete östliche Teil des Scharpenackens bildet die Abgrenzung im Westen und der Kastenberg die im Nordosten. Der östliche Teils ist wieder in den Besitz des „Ronsdorfer Verschönerungsvereins“, der auch die Ronsdorfer Anlagen unterhält, zurückgegeben worden.
Der mit 124 Millionen Euro veranschlagte Bau besteht aus zwei viergeschossigen, kreuzförmigen und parallel angeordneten Hafttrakten mit einer Bruttogeschossfläche von insgesamt 56.000 m². Für die etwa 510 Untersuchungs- und Jugendhäftlinge gibt es Einzelzellen. Hiermit wird der durch das Jugendstrafvollzugsgesetz des Landes Nordrhein-Westfalen formulierte Anspruch auf Unterbringung in einem Einzelhaftraum im Jugendstrafvollzug erfüllt, der mit den bisher bestehenden JVAs in NRW nicht gewährleistet werden konnte. Auf dem etwa 10 ha großen Gelände der Haftanstalt wurden darüber hinaus, teilweise in Nebengebäuden, Räume für (Fort-)Bildung und Freizeitgestaltung, ein medizinischer Bereich, ein Verwaltungsgebäude, drei Werkhallen, eine Sporthalle und ein Sportplatz errichtet. Die JVA ist von einer rund 5 Meter hohen und 1200 Meter langen Mauer umgeben. Es sollen annähernd 250 neue Arbeitsplätze im Bereich der JVA entstehen.

## Geschichte
Die Grundsteinlegung erfolgte am 21. August 2009 durch die seinerzeitige nordrhein-westfälische Justizministerin Roswitha Müller-Piepenkötter (CDU).
Das Richtfest fand am 18. März 2010 in Anwesenheit der Justizministerin und des Oberbürgermeisters von Wuppertal (Peter Jung (CDU)) statt. Die Justizvollzugsanstalt wurde zur Jahresmitte 2011 fertiggestellt.
Am 15. August 2011 begann die schrittweise Belegung mit Gefangenen, die seit dem Frühjahr 2012 abgeschlossen ist. Die offizielle Einweihung erfolgte am 15. Dezember 2011 durch den amtierenden Justizminister Thomas Kutschaty (SPD).

## Zwischenfälle
Im Zusammenhang mit der JVA kam es zu mehreren Zwischenfällen, insbesondere zu Häufungen von Todesfällen, die auch zu politischen Reaktionen der Landesregierung und personellen Veränderungen führten. Mehrere jugendliche und heranwachsende Häftlinge nahmen sich in der Anstalt das Leben. Auch eine Beamtin des Justizvollzugdienstes beging im Besucherwartebereich des Jugendgefängnisses Suizid.
Im Mai 2016 wurde der Verlust von 1.000 Schuss Munition gemeldet, die aus bislang ungeklärten Gründen aus der Waffenkammer des Gefängnisses verschwanden. Am 6. Mai 2016 kam es in der Anstalt zu einem Zwischenfall, bei dem ein 18-jähriger Häftling einen 20-jährigen Mitgefangenen erwürgte.

## Zuständigkeit
Die JVA Wuppertal-Ronsdorf ist zuständig für die Vollstreckung von:
- Jugendstrafe, Freiheitsstrafe (§ 114 JGG)
- Untersuchungshaft, Auslieferungs- und Durchlieferungshaft sowie Zivilhaft an Jugendlichen und Heranwachsenden[15]

Im Übrigen befindet sich eine sozialtherapeutische Abteilung für jugendliche Strafgefangene in der Anstalt.
Die Zuständigkeiten der Justizvollzugsanstalten in Nordrhein-Westfalen sind im Vollstreckungsplan des Landes NRW geregelt (AV d. JM v. 16. September 2003 – 4431 – IV B. 28 -).

## Ausbildung und Weiterbildung
Die JVA Wuppertal-Ronsdorf ist eine Anstalt in NRW, die auch die Berufsausbildung für Gefangene anbietet. Die JVA verfügt derzeit über 190 Plätze in verschiedenen Bereichen. Ausgebildet werden:
- Modulare Teilqualifizierung im Bereich Industrieelektriker
- Modulare Teilqualifizierung im Bereich Gebäudereiniger
- Modulare Teilqualifizierung im Bereich Fachlagerist
- Modulare Teilqualifizierung im Bereich Tischler
- Bauten- und Objektbeschichter mit Weiterbildung zum Maler und Lackierer
- Modulare Teilqualifizierung im Bereich Maler und Lackierer
- Modulare Teilqualifizierung im Bereich Zerspanungsmechaniker
- Modulare Teilqualifizierung im Bereich Industriemechaniker
- Modulare Teilqualifizierung im Bereich Maschinen- und Anlagenführer[17]

## Verschiedenes

### Tag der offenen Türe
Die neu errichtete JVA wurde am 16. Juli 2011 der Öffentlichkeit mit einem Tag der offenen Tür vorgestellt, der ein unerwartet großes Interesse hervorgerufen hat. So fanden sich im Laufe dieses Tages rund 7.500 Besucher ein.

### Proteste aus der Bevölkerung
Gegen den Bau der JVA an diesem Standort gab es zahlreiche Proteste. Es wurde moniert, dass zum Ausgleich des Flächenverbrauchs ein Großteil der zuvor frei zugänglichen Magerwiesen des ehemaligen Truppenübungsplatzes Scharpenacken umzäunt und für die Öffentlichkeit gesperrt wurden. So wurde mit dem Bau der JVA und den Ausgleichsmaßnahmen mehr als die Hälfte des 284 ha umfassenden Erholungsgebietes für die Bevölkerung unzugänglich gemacht. Aus Sicht verschiedener Parteien und Bürgerbewegungen wären andere Standorte, wie beispielsweise das Gelände der benachbarten ehemaligen Kaserne, ebenso gut oder besser geeignet gewesen, da mit diesen keine Einschränkung des Erholungswertes des Naherholungsgebietes verbunden gewesen wäre, jedoch wurden alternative Standorte nicht in weitere Überlegungen der Entscheidungsträger mit einbezogen.

### Umwelt- und Denkmalschutz
Auf dem Gelände nahe Erbschlö befand sich das Feuchtbiotop Weidfeld mit einer Population des auf der Roten Liste der gefährdeten Arten stehenden Kammmolch (Triturus cristatus). Für diese Tiere wurde im Vorfeld der Bauarbeiten ein großflächig umzäuntes Ersatzbiotop geschaffen.
Ferner befand sich auf dem Baugrund ein Langwaffen-Schießstand aus der Zeit des Nationalsozialismus, dessen mehr als 10 Meter hohe Kugelfangmauern denkmalgeschützt waren. Dieser Schutz wurde zum teilweisen Abbruch der Fangmauern aufgehoben. Erhalten blieb ein Doppelwall der Elberfelder Linie der mittelalterlichen bergischen Landwehr am Ostrand des Baugeländes.